# Кутуево (Башкортостан)
Куту́ево (баш. Ҡотой) — деревня в Учалинском районе Башкортостана, относится к Уразовскому сельсовету.

## География
Расстояние до:
- районного центра (Учалы): 40 км,
- центра сельсовета (Уразово): 16 км,
- ближайшей железножорожной станции (Учалы): 45 км.

## Население
| 2002 | 2009 | 2010 |
| ---- | ---- | ---- |
| 277  | ↗302 | ↘230 |

Национальный состав
Согласно переписи 2002 года, преобладающая национальность — башкиры (100 %).

## Религия
В деревне есть мечеть.

## Известные уроженцы
- Абдрахманов, Ильдус Бариевич (род. 02.01.1942) — академик Академии наук Республики Башкортостан.